# Маланже (град)
Мала̀нже (на португалски: Malanje) е град в северна Ангола, столица на провинция Маланже. Населението е около 222 000 души. Маланже е разположен на 1220 метра надморска височина, на 450 километра от столицата на Ангола - Луанда. Близо до града се намират водопадите Каландула, с височина 105 метра, които са главната туристическа атракция в региона.